# دلبات
دلبات (به عربی: دلبات) یک منطقهٔ مسکونی در عراق است.